# Achille Essebac
Achille Essebac, de son véritable nom Achille Bécasse (1868-1936), est un écrivain français qui s’est fait connaître au début du XXe siècle par la publication de romans pédérastiques, qui eurent un grand succès, notamment Dédé qui raconte une relation sensuelle entre deux garçons, qui prend sa source dans une amitié de collège, et est interrompue par la mort. Il cessa ensuite d’écrire et tomba dans un certain oubli.

## Œuvres
- Partenza… vers la beauté !  (ill. Wilhelm von Gloeden), Paris, L’Édition moderne, Ambert et Cie, coll. « Ivoire », 1902 (1re éd. 1898), 281 p.   (Wikisource)
- Dédé, Paris, Ambert et Cie, 1901 - (réédité en 2008 en France, aux éditions Quinte-feuilles, et en Allemagne, aux éditions Männerschwarm)
- L’Élu  (ill. Alphonse Mucha), Paris, L’Édition moderne, Ambert et Cie, coll. « Ivoire », 1902, 304 p.   (Wikisource)
- Luc, Paris, L’Édition moderne, Ambert et Cie, coll. « Ivoire », 1902, 285 p.   (Wikisource)
- Les Griffes, Paris : Ambert, 1904
- Nuit païenne, Paris : Ambert, 1907